# 拉布哈
拉布哈（Labuha）是印度尼西亚北马鲁古省的一个城镇，是南哈马黑拉县的县治所在，位于巴占岛中部西海岸。2010年统计，拉布哈所在的巴占区（印尼语：Kecamatan Bacan）共有19,092人。奥斯曼·萨迪克机场在城镇东部。

## 资料来源
1. ↑  Biro Pusat Statistik, Jakarta, 2011.